# Karin Pettersen
Karin Pettersen (Frosta, 21 de noviembre de 1964) es una exjugadora de balonmano noruega. Consiguió 2 medallas olímpicas de plata.